# Alter Ringelstein

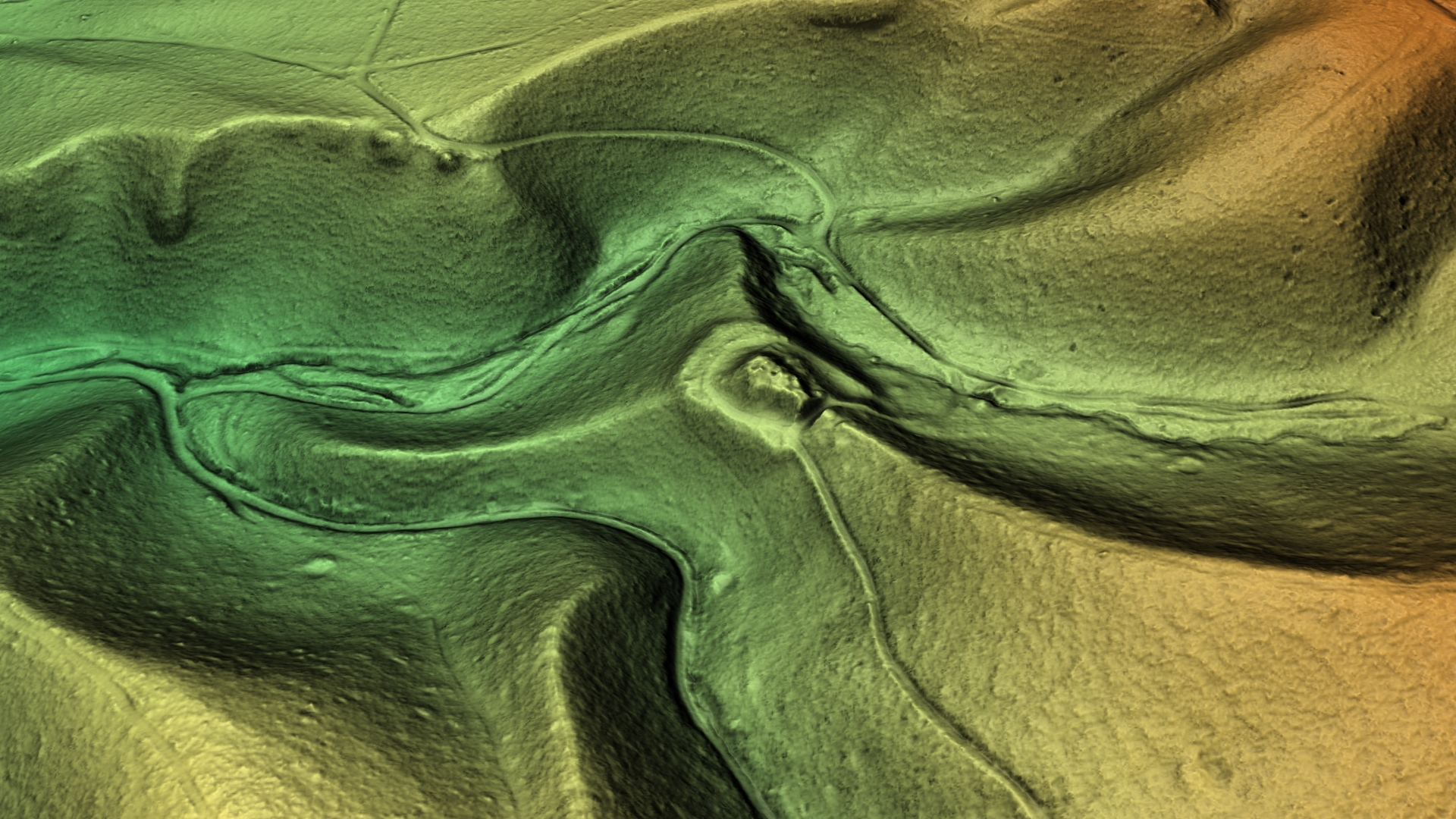
3D-Ansicht des digitalen Geländemodells

Der Alte Ringelstein ist eine abgegangene mittelalterliche Befestigungsanlage (Spornburg) an der Südwestseite des Berges Kissel auf 430 m ü. NN über dem Saargrund im Thüringer Wald bei Waldfisch und Ruhla.

## Geschichte
Schon im 12. Jahrhundert befanden sich nahe der Nürnberger Straße und dem Sallmannshäuser Rennsteig zwei Burganlagen im Wald – der Alte Ringelstein unterhalb vom Jagdhaus Kissel und der Neue Ringelstein in der Gemarkung Waldfisch. Fern der benachbarten Dörfer dienten diese Burgen vorrangig als Straßenposten und Zollstationen. Über mehrere Jahrhunderte verlief südlich von Etterwinden die Grenze zwischen den späteren Herzogtümern Sachsen-Eisenach und Sachsen-Meiningen.
Nach älteren Überlieferungen entstand die Burg als eine Anlage der Grafen von Frankenstein. Die Burganlage gehörte im 14. Jahrhundert zu den Raubnestern, die mit Unterstützung der Stadt Erfurt durch ein militärisches Aufgebot des Königs eingenommen und zerstört wurde. In die Sagenwelt Thüringens fand der Alte Ringelstein als Raubschloss Eingang (Sage vom Brautborn).
Die Burgstelle ist heute ein geschütztes Bodendenkmal.

## Beschreibung
Deutlich erkennbare Grabenreste an der Westflanke des Berges umgeben einen Sporn von etwa 50 Schritt Länge, der durch Steilhanglage einen natürlichen Schutz besitzt. In der Burgfläche befinden sich mehrere Unebenheiten, die als Standort von zerstörten Gebäuden gedeutet werden.